# دهستان نودژ
دهستان نودژ، یکی از دهستان‌های آسمینون شهرستان منوجان در استان کرمان ایران است. مرکز این دهستان، شهر نودژ است.

## جمعیت
بر پایه سرشماری عمومی نفوس و مسکن در سال ۱۳۹۵، جمعیت دهستان نودژ برابر با ۴٬۲۴۳ نفر بوده‌است.